# جیپسی تاوب

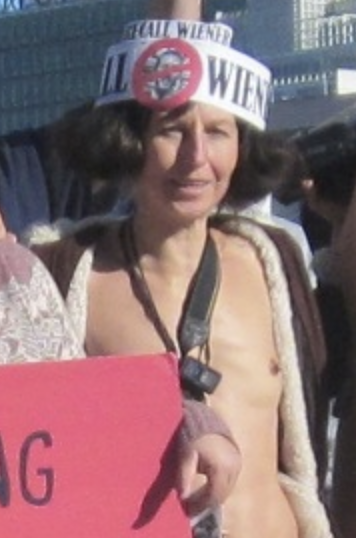
جیپسی تاوب در اعتراضات به ممنوعیت برهنگی سانفرانسیسکو در ژانویه ۲۰۱۳

جیپسی تاوب یک فعال روسی آمریکایی در جنبش برهنگی عمومی سان فرانسیسکو است.

## جوانی و تحصیلات
تاوب در مسکو بزرگ و به نام اولسیا نامگذاری شد. خانواده‌اش متشکل از او، یک فیزیکدان، پدر مخترع؛ یک معلم فرانسوی، مادر طراح لباس؛ یک برادر، و یک خواهر.
تاوب در پاییز سال ۱۹۸۸ در ۱۹ سالگی به بوستون رفت تا در موسسه فناوری ماساچوست فعالیت کند؛ خانواده‌اش سال بعد به این شهر مهاجرت کردند. او هنگامی که ۲۳ ساله بود، دانشجوی دوره پیش-پزشکی در کالج شهر سان‌فرانسیسکو شد. او پس از ۱۸ ماه ترک تحصیل کرد.

## حرفه
در سال ۱۹۹۵، تاوب نام خود را به جیپسی تغییر داد و به یک Deadhead (در اصطلاح به معنی شخصیتی غیرمنتظره است) تبدیل شد. او فعالیت خود را اندکی پس از تولد دخترش، اینتی، در سال ۲۰۰۰ آغاز کرد. او طرفدار تئوری توطئه در حملات یازده سپتامبر بود و برای گسترش عقاید خود دربارهٔ ۱۱ سپتامبر، یک برنامه تلویزیونی دسترسی عمومی به نام ۹/۱۱ بدون سانسور ساخت که در آن بر این عقیده پافشاری می‌کرد که یازده سپتامبر یک عمل درون سازمانی بوده و توسط خود دولت هماهنگ و اجرا شده‌است. او این برنامه را بدون لباس، مجری‌گری کرد. در سال ۲۰۰۸، او یک نمایش تلویزیونی کابلی را با نام حقیقت برهنه من آغاز کرد.
در سال ۲۰۱۲، اسکات وینر، ناظر سان‌فرانسیسکو پیشنهاد کرد که هر شهروند بزرگتر از ۵ سال، در صورتی که در اماکن عمومی برهنه ظاهر شود، ۱۰۰ دلار جریمه شود. قانون پیشنهادی همچنین مجازات تا یک سال حبس در مورد ارتکاب سومین بار این جرم را داشت. تاوب رهبری جنبشی از فعالان معترض به قانون را بر عهده داشت. جلسه دادرسی عمومی در مورد قانون پیشنهادی در تاریخ ۵ نوامبر ۲۰۱۲ در تالار شهر سان‌فرانسیسکو برگزار شد. وی به همراه سه فرزند خود به جلسه دادرسی رفتند. اکثریت قریب به اتفاق مردم در جلسه دادرسی با پیشنهاد وینر مخالفت کردند. تاوب لباس شیفت (لباسی شبیه پیراهن بدون آستین) به تن کرده و لباس زیر نداشت. وی سپس لباس خود را درآورد. او را برای بیرون بردن از اتاق اسکورت کرده و بازداشت کردند. او یک دادخواست سنخی علیه این ممنوعیت در دادگاه تجدیدنظر حوزه نهم ایالات متحده آمریکا تشکیل داد. پنج شاکی این دادخواست را امضا کردند و سه ماه قبل از اجرای ممنوعیت برهنگی در فوریه ۲۰۱۳، توسط کریستینا دی ادواردو ارائه شد. از آنجا که اختلافاتی بین شاکیان وجود داشت، دی ادواردو نمایندگی شاکیان دعوی را متوقف کرد. گیل اسپرلین بعنوان وکیل دوم تاوب برای دادخواست شروع به کار کرد. وی پیش از این، عضو کمیته مبارزات انتخاباتی وینر بود. دی ادواردو ادعا کرد که پلیس در مورد اینکه چه کسی می‌تواند در شهر برهنه شود تبعیض قائل می‌شود و خاطرنشان کرد که آنها به دنبال افرادی می‌روند که نفوذ سیاسی کمی دارند. در طی دو سال از زمان اعمال این ممنوعیت، ده بار مجوز تاوب رد شد، یک بارِ آن، برای رژه افتخاری که کمتر از ۵۰ نفر در آن شرکت داشتند بود، با وجود اینکه هیچ سیاستی در قانون پلیس سان‌فرانسیسکو وجود نداشت که حداقل تعداد افراد لازم برای برگزاری رژه را مشخص کند. ادعای تبعیض توسط تاوب در ژوئن ۲۰۱۵ به مبلغ ۲۰۰۰۰ دلار توسط این شهر حل و فصل شد و در سپتامبر، به منظور جلوگیری از انکار مجوز رژه برهنه در جین وارنر پلازا که در آن ماه برگزار می‌شد، به وی قرار منع تعقیب توسط اداره پلیس داده شد.
در ۱۳، ۱۳، ۲۰۱۷ سپتامبر، تاوب در جلسه شورای شهر برکلی برای پیشنهاد کمپین Topfreedom «نوک پستان را آزاد کنید» برای اجازه دادن به زنان برای حاضر شدن در انظار عمومی به صورت برهنه شرکت کرد. مقامات شورا تصمیم را به تعویق انداختند، زیرا یکی از آنها، سوفی هان، احساس کرد که این مسئله مهمی نیست که باید در این شهر حل شود و مردان نیز باید نوک پستان‌های خود را بپوشانند. در پایان جلسه، تاوب لباس‌های خود را درآورد و از اعضای شورا انتقاد کرد.

## زندگی شخصی
تاوب در یک گردهمایی رنگین کمانی در مونتانا شرکت کرد و در آنجا با جمیز اسمیت که در آن زمان ۲۰ سال داشت و از جکسون میسوری آمده بود آشنا شد. این دو در برکلی، کالیفرنیا نامزد کردند و با برگزاری یک عروسی برهنه در تالار شهر در ۱۹ دسامبر ۲۰۱۳ ازدواج کردند. در ژوئن ۲۰۱۵، مجله تایم آن را به عنوان یکی از «۱۷ عروسی جذاب همه زمان‌ها» قرار داد. در اوایل سال ۲۰۱۴، تاوب و اسمیت برای داستانی در مجله نیویورک در مورد سان‌فرانسیسکو مدل عکاسی شدند. در تصویر، این دو نفر به صورت لخت در صف سوار شدن به «اتوبوس گوگل» (تجمعات اعتراضی اتوبوس‌های سانفرانسیسکو) بودند. جسیکا پاول، معاون رئیس شرکت گوگل در زمینه محصولات و ارتباطات شرکتی، در پاسخ گفت: «نباید هیچ برهنه ای در اتوبوس حضور داشته باشد. این ممکن است با Wi-Fi تداخل کند.» تاوب و اسمیت در یک آپارتمان در برکلی زندگی می‌کردند. اما از سال ۲۰۱۵ از یکدیگر جدا شده‌اند.